# Geranium schultzei
Geranium schultzei är en näveväxtart som beskrevs av Reinhard Gustav Paul Knuth. Geranium schultzei ingår i släktet nävor, och familjen näveväxter. Inga underarter finns listade i Catalogue of Life.